# 韩延寿
韓延壽（？—前57年），字長公，西漢燕國（今北京市西南）人，後遷居杜陵縣，韓延壽年少時為郡文學，歷任諫大夫，淮陽、潁川、東郡太守與左馮翊，治理地方名聲甚佳。韓延壽後因遭御史大夫蕭望之彈劾他飾物僭越等罪名，而於五鳳元年被判處死刑。

## 生平

### 早年經歷
韓延壽年輕時做過郡的文學官。他的父親韩义曾擔任燕國的郎中。燕剌王劉旦謀反時，韓義因直言規勸而被殺害，燕國人都很同情他。當時汉昭帝年紀幼小，由大將軍霍光執政，朝廷下令徵召各郡國的賢良文學，向他們詢問施政的得失。當時魏相以賢良文學的身份回答皇帝的策問，他認為：「賞罰能鼓勵善良，禁止邪惡，這是治政的根本。往日燕王劉旦大逆不道，韓義挺身力諫，被燕王殺死。韓義與燕王之間沒有比干與商紂王的那種親緣關係，卻能履行和比干一樣的節操，應當公開重賞他的兒子，以便昭示天下，指明臣子對君王應守的原則。」霍光採納了他的建議，於是提拔韓延壽擔任諫大夫，調任淮陽郡太守。韓延壽治政很有名聲，後來又改調至颍川郡任太守。

### 德化百姓
潁川郡豪強眾多，難於治理，朝廷為此經常需要選派得力的太守。在此以前，趙廣漢為穎川太守時，由於憂慮當地的豪強結成黨羽，因此設計讓官吏和百姓們彼此間結成嫌隙，使他們互相檢舉揭發，趙廣漢的做法是為了明察政事，但穎川因此告發成風，百姓們多結仇結怨。韓延壽想要改變這種風氣，用禮儀謙讓來教化百姓，又擔心百姓不依從，便把郡中幾十位享有威望、為人所敬的老人請來，置辦酒宴，親自同他們交談，以禮相待，向他們詢問民間風俗和百姓疾苦，並向他們陳述和睦友愛消除怨仇的方法。宿老們都認為這樣做有益處，可以實行，於是韓延壽和他們一起商定嫁喪禮儀的規章制度，大體上遵照古代禮制，不得逾越法令。韓延壽讓郡的文學校官與儒生們頭戴皮弁，手持俎豆，為郡內吏民舉行婚喪儀式。百姓們都遵照他的教導，原先那些出賣土偶木偶之類殉葬品的商人只好將那些殉葬品扔到街市的路上。幾年以後，韓延壽轉任東郡太守，由黃霸接替他治理穎川，黃霸依靠韓延壽的政績把穎川治理的很好。
韓延壽為官，崇尚禮義，喜歡古代的教化，他每到一處都要聘請當地的賢士，對他們以禮相待，加以任用，廣泛地徵求他們的建議，採納他們的批評意見，韓延壽推崇在喪事中謙讓先人遺產的子弟，表彰孝順父母、尊敬兄長的美德，修建整治校舍，在春秋兩季的鄉射比武中，設置鐘鼓管弦等各種樂器，倡導賓主迎送揖讓的禮儀，等到都试比武時，陳設斧钺、旗幟，演習射箭、駕車等技藝。每當修治城邑、徵收賦稅時，韓延壽總會事先通告規定期限，把按規定期限執行看作一件大事，吏民們對其既敬畏又擁戴。韓延壽又任命鄉正、伍長，讓他們以孝悌帶動百姓，任何人都不准收容奸佞之徒。鄉里民間如果遇到突發事件，官吏便能馬上知道，因此奸佞之徒都不敢入穎川郡界。剛開始時，這種做法似乎很繁瑣，等到後來官吏們沒有了追捕的苦惱，百姓們也沒有被杖責的憂慮時，大家都習慣了。韓延壽對待屬下，待遇優渥但約法嚴明，有人欺騙或違背他時，韓延壽總是深刻責備自己說：「難道是我虧待他嗎，他為什麼作出這種事來？」屬吏們聽了無不悔恨痛心，有個县尉甚至羞愧到自刺身死，還有個門下掾也割頸自殺，幸虧有人及時救護才沒死，但因喉嚨已被割傷而無法說話。韓延壽聽說後，對著掾史痛哭流涕，派醫生為門下掾診治，並派官吏護理探望他，對其家給予優待，免除他家的徭役租賦。
韓延壽曾經有一次外出，將要上車時，有個隨從的騎吏來晚了，韓延壽囑咐功曹將這名遲到的騎吏論罪處分，然後彙報。韓延壽外出歸來，當車駕行駛到府門前時，門卒攔住車馬，說自己有話要說，韓延壽停住車，問他有什麼事，門卒說：「《孝經》上說：『臣子用侍奉父親的禮數來服侍君主，它們都出於敬，因此人們對於母親採取愛的態度，對君主採取敬的禮節，對於父親則兼有敬和愛。』今天早晨您外出，車馬停在那許久沒有出發，那名騎吏的父親來到太守府前不敢進去。騎吏知道了，趕忙出來拜見父親，恰好遇到您上車出發，因此來遲了，如果因為孝敬自己的父親而受到處罰，難道不會影響孝悌的教化嗎？」韓延壽在車駕中舉手向門卒致歉說：「沒有您，我這太守還不知道自己的過失。」回到太守府後，韓延壽便召見了這名門卒。門卒本是個讀書人，因為聽說韓延壽為官賢明，又沒有途徑引薦自己，因此才代替別人充當門卒，韓延壽於是款待並留用他，韓延壽聽從別人的勸告，採納各種建議，都和這類事情差不多。韓延壽在東郡任職三年，百姓嚴格遵守法令，各類案件大為減少，為全國第一。

### 治理馮翊
後來，韓延壽於神爵三年被選調入京試任左馮翊，一年後因為稱職而轉正。此後一年多，他一直不肯巡行視察所屬各县，其屬官多次勸他說：「您應該巡視郡中，這樣可以了解民間風俗，考察地方官員的治理情況。」韓延壽說：「各縣都有賢明的縣令長，又有督邮在各縣監察，巡視各縣恐怕沒有什麼益處，反而會給地方增加麻煩。」屬下們皆認為目前正值春月，出去巡視可以鼓勵農民努力農業生產。韓延壽不得已，只好外出巡視，當巡視到高陵縣時，有兄弟二人因爭奪田產來告狀，韓延壽十分痛心，說道：「我有幸充數為官，成為郡民的表率，但我卻沒有使百姓明白政風教化，致使骨肉之間發生這樣的爭執，既有傷風俗教化，更使得當地賢明的長吏、嗇夫、三老、孝悌等蒙受恥辱，責任完全在我，我應當首先辭職反省。」當天他即託辭有病，不再處理公務，在傳舍中閉門思過。
全縣的人都不知道該怎麼辦，县令、县丞、嗇夫、三老都將自己綑綁著等待接受處分。這樣一來，爭訟的族人互相責備，兩兄弟也深感悔恨，都自己剃去頭髮，袒露上身，表示甘願伏罪，兩人皆願把田產相讓，至死也不敢再有爭議。韓延壽聞訊大喜，開門接見，拿出酒肉款待，和他們一同進餐，好言勸勉，並叫他們把意思轉告給當地鄉親，以此來表彰鼓勵悔過自新的百姓。韓延壽這才開始處理政事，接見縣鄉各級官吏，向他們表示感謝和慰問。這樣，郡中和睦安定，百姓們無不相互告誡勉勵，不敢再有類似的事情發生。韓延壽的恩德與威信遍及二十四縣，再沒有為了爭執是非而向他申訴的。韓延壽推心置腹，以誠相待，吏民們都不忍欺騙他。

### 奢僭遭禍
韓延壽接替萧望之擔任左馮翊，蕭望之被提升為御史大夫。有個名叫福的侍謁者向蕭望之報告說，韓延壽在東郡時私自發放了一千多萬公款。蕭望之與丞相邴吉商議此事，邴吉認為正逢大赦，不必追究。洽好此時有個侍御史要到東郡去辦事，蕭望之於是命他將這件事一併查清。韓延壽知道後，就佈置屬下查訊核實蕭望之任左馮翊時廩犧官發放一百多萬公款的事。廩犧官受不了拷打訊問，便招認自己與蕭望之一同作奸犯科。韓延壽上書揭發此事，並遞送文書給殿門，禁止蕭望之入宮。蕭望之上奏說：「我的職責在於總管全國監察工作，遇到事情不能不查問，卻因此遭到韓延壽的挾持脅迫。」汉宣帝由此不認為韓延壽有理，令人分別追查。
結果蕭望之發放公款的事終究沒有實據，而蕭望之派侍御史到東郡調查，卻掌握了韓延壽全部的情事。韓延壽在東郡時，檢閱騎士，置辦修飾兵車，畫著龙、虎、朱雀的圖案。韓延壽穿著直黃絹的衣服，駕著用絲帶裝飾的四匹馬拉的車，旁邊插著儀仗用的旗幟木戟，樹立著鳥羽裝飾的車蓋，還配有載著鼓和樂隊的車子，由功曹駕車開道，儀仗隊一律坐著四匹馬拉的車子，車上插著木戟。骑兵按五騎一隊，分左右兩行排列，軍假司馬和千人手執旌旗在車旁隨車前進。唱歌的人預先前往射箭的堂室，望見韓延壽的座駕來到，便大聲歌唱楚地的樂歌。韓延壽坐在射箭的堂室，侍奉的騎吏們持戟站立在殿階兩側，隨從的騎士身配箭袋在身後護擁。韓延壽命令騎兵和兵車圍繞著排列，讓他們披甲帶盔，騎馬持弩待命，並讓騎兵們表演雜技，做偷解驂馬的表演，韓延壽又仿效皇家的作法，等到月蝕時，用公家的銅器鑄造刀、劍、鉤、鐔等兵器，還動用公家錢財布帛，私雇官吏為他服役，並置辦兵車、鎧甲，耗費公款達三百萬以上。
於是蕭望之便上奏彈劾韓延壽僭越犯上，又申訴道：「此前臣被韓延壽控告，如今臣又檢舉他的罪行，眾人會認為這是臣居心不良，欺凌冤枉韓延壽。臣請求讓丞相、中二千石的官員、博士們來議定他的罪行。」此事交付給公卿們審理，眾人都認為韓延壽過去已經犯下罪惡，後來又誣陷控告執法大臣，企圖以此解脫自己的罪責，可謂狡猾。漢宣帝厭惡他，韓延壽最終被判處棄市之刑。行刑那天，吏民數千人將他送行到渭城，老老少少扶擁著囚車，爭著獻酒獻肉給他，韓延壽不忍拒絕，每個人的酒都喝，總計喝了一石多的酒。他叫自己的舊屬感謝前來送行的眾人：「有勞各位遠送，我韓延壽死無所恨。」百姓們無不流淚。
韓延壽的三個兒子都擔任郎官，臨死前，韓延壽囑咐他們要以自己為戒，別再繼續做官，兒子們都遵照父親的遺囑辭官回家。到了韓延壽的孫子韓威，才又出來做官，位至將軍。韓威為人亦頗有恩德威信，能安撫眾人，屬下都願意為他效死力。後來，韓威也因犯了奢侈越分之罪被殺，與祖父韓延壽的作風相似。

## 延伸閱讀
[在维基数据编辑]
 《漢書·卷076》，出自班固《漢書》